# Мост (ТВ серија)
Мост (дан. Broen; швед. Bron) је нордијска ноар криминалистичка телевизијска серија коју је створио и написао Ханс Росенфелд. Заједничка креативна и финансирана продукција шведске телевизије Сверијес и данског радија и ТВ Данмаркс приказана је у више од 100 земаља.
Прва серија започиње откривањем мртвог тела тачно у центру моста Ересунд, који повезује Малме са Копенхагеном, што захтева заједничку истрагу. Софија Хелин, као шведски полицијски детектив Сага Норен, глуми у све четири серије. У првом и другом, њеног данског колегу Мартина Родеа игра Ким Боднија, а у трећем и четвртом Туре Линдхард глуми Хенрика Саброеа. Прва серија емитована је на шведском СВТ1 и данском ДР1 током јесени 2011. године, а на британском БиБиСи следећег пролећа.
Друга серија емитована је у Шведској, Данској, Норвешкој, Финској и на Исланду током јесени 2013, и у Великој Британији почетком 2014. Трећа серија је емитована у Данској, Шведској и Финској током јесени 2015. и у Великој Британији у новембру 2015. Четврта серија премијерно је изведена 1. јануара 2018. у нордијским земљама и емитована је недељно на БиБиСи 2 у Великој Британији од 11. маја 2018.

## Радња

### Сезона 1
Када се тело, очигледно преполовљено у струку, открије усред Ересундског моста, који повезује Копенхаген са Малмеом, постављено тачно на граници две земље, истрага потпада под надлежност и Данске и Шведске полицијске агенције. То није један леш, већ две половине две одвојене жене: горња половина је женског дела шведског политичара, а доња половина данске проститутке. Истрагу убиства воде Сага Норен из Шведске и Мартин Рохде из Данске.
Мартин је имао вазектомију. Август, деветнаестогодишњи син из првог брака сада живи са Мартином и Мете, његовом садашњом супругом, с којом Мартин има троје деце. Мете открива да очекује још једне близанце. Сага живи сама и, уместо да има озбиљне везе, она више воли да по мушкарце долази по баровима ради необавезног секса. Њене лоше социјалне вештине, потешкоће у емпатији и неспособност да усмери своје емоције чине је хладном, неосетљивом и тупом, али је потпуно искрена и искрена у свим аспектима. Током истраге, Мартин и Сага развијају блиске радне односе.
Истрага брзо ескалира када новинар Данијел Фербе, чији је аутомобил коришћен у злочину, почиње да прима телефонске позиве. Позиватељ, који је познат као „Истински терориста“, тврди да чини злочине како би скренуо пажњу на разне социјалне проблеме. Социјални радник, Стефан Линдберг је рано осумњичени; његова отуђена сестра Соња је жртва тровања. Радећи заједно, данска и шведска полиција закључују да убица мора имати везе са њима. Након што је убица убио неколико људи, његова права мотивација почиње да делује лично. Откривају да је своју кампању планирао током неколико година.

### Сезона 2
Сезона два започиње 13 месеци касније.
Брод скреће са пута и набија се на мост Ересунд. Када Сага стигне, испод палубе нема посаде само три Швеђана и два Данца, окована и у лошем стању. Иако је Мартин прошао кроз нервни слом након смрти свог сина, она организује да он буде додељен случају. Након што жртве подметача умру од пнеумоничне куге, појављује се вирусни видео запис на којем четворица прерушених екотерориста преузимају одговорност за инцидент. Они крећу у даље нападе, укључујући дизање у ваздух цистерне са бензином и дистрибуцију отроване хране. Како се полиција приближава групи, сви су пронађени мртви у бродском контејнеру, постављајући тако питање да ли постоје друге терористичке ћелије или већа група.
Главни говорник предстојеће климатске конференције ЕУ у Копенхагену један је од оних који су убијени тровањем. Керолајн Брендступ-Јулин, шеф конференције, именује Викторију Нордгрен, шефицу фармацеутске компаније Медисонус, за његову замену. Док уређује конгрес, Оливер Нордгрен, Викторијин брат и деоничар Медисонуса, пита Керолајнину сестру Бодил да ли би била спремна да напише Викторијину биографију; Викторији је дијагностикован рак и преостаје јој још шест месеци живота.
Приликом проналаска потонулог чамца, унутра се налази седам лешева. Власник чамца је Маркус Стенберг. Истрага открива идентитет погинулих и открива да су неки од њих раније били добровољци у медицинским студијама које је изводио Медисонус, али који су нестали. Шеф обезбеђења компаније каже им да је могући индустријски шпијун добио приступ њиховом седишту.
Бодил и Викторија се састају како би разговарали о садржају биографије. Оливер, који живи у кући насупрот сестрине и у њеној кући потајно је инсталирао камере, гледа како воде љубав. Када Викторија затражи од Оливера да се клони њеног живота, он признаје да је одговоран за еко-терористичке акте. Када покушава да је убије, Оливерова супруга Гертруд стиже да спаси Викторију и убије Оливера. Полиција претпоставља да је Оливер деловао сам као коловођа завере, али Сага тада износи додатне доказе да мора постојати још најмање један саучесник.
Полицијски патолог показује да два раније пронађена мртва тела садрже смртоносни вирус, који узрокује унутрашње крварење и постаје ваздушним чим крв жртве изађе из тела; Сага и Мартин претпостављају да је Гертруд развила вирус и заразила Викторију с намером да га шири на конференцији ЕУ. Успевају да упозоре Керолајн и заповеде јој да евакуише зграду и искључи вентилацију. На крају, полиција долази на конференцију и започиње потрагу за умирућом Викторијом. На крају је у купатилу открива Пернил, који је лисицама ставља на цев како би је задржао. Пре него што стигне да оде, Викторија почиње кашљати крв заражавајући Пернил вирусом. Како је подручје ограничено, Мартин и Сага комуницирају с Пернил путем радија, а како Викторија болно умире, Пернил одлучује да не иде истим путем и самоубиством пушком. У међувремену, Гертруд се одвезала до осамљеног складишта где је снимила видео запис и погубила је неидентификованог мушкараца који је стигао и казнио је због неуспеха њене завере.
Мартин, у покушају да преболи Августову смрт, почиње да посећује Јенса у затвору, покушавајући да дође до њега. Задовољан је кад види да су његове посете оставиле утисак и Јенс почиње да се каје због свог злочина. Када се Мартин пресели са отуђеном супругом Мете, спремном да почне поново, она признаје да га више не воли. Избезумљени Мартин криви Јенса и почиње да пати од нових симптома параноје. Сага чује да је Јенс умро у затвору, очигледно самоубиство, и сумња да га је Мартин отровао. Серија се завршава хапшењем Мартина, очигледно као резултат њене интервенције.

### Сезона 3
Сезона три почиње 13 месеци касније.
Када се женско тело пронађе на градилишту у Малмеу у Шведској - стоји на табли која представља традиционалну породицу - Сага се додељује случају заједно са полицајком из Копенхагена Хане Томсен, која је непријатељски настројена према Саги због своје улоге у затварање Мартина Родеа. Жртва је идентификована као Хеле Анкер, становница Копенхагена. Анкер, лезбијка удата за Швеђанку, била је пионирка прве данске предшколске установе родно неутралне. Њен рад био је на мети бројних претњи, укључујући објаве у дневницима десничарске адвокатице Лисе Фризе Андешен, чији је супруг власник објекта у коме је откривено Анкерово тело. Покушавајући да испита Анкеровог сина Мортена, ментално нестабилног ветерана рата у Авганистану, Томсен је рањен замком. Сага се затим додељује новом данском партнеру, Хенрику Саброеу.
Још једно убиство повезано је са Андешеновим блогом. Ханс Петешон је отет, а Лин Бјоркман преузима га као замену. Убиства су описана у телевизијским вестима, што је навело Емила Лашона, запосленог у уметничкој галерији, да се јави и покаже да су можда инсценирана да изгледају као уметничка дела из колекције у власништву мултимилионера Фредија Холста. Полиција сумња на Холстовог бившег пословног партнера Клаеса Сандберга. Холст је легално стекао контролу над својом компанијом и уметничком колекцијом.
Сагина мајка Мари-Луиз оспорава претпоставку да је Џенифер била пуномоћник жртва Мунцхаусеновог синдрома, сугеришући да је Сагина немогућност да се емоционално повеже са својом сестром довела до самоубиства. Мари-Луиз тврди да је Сага била код ње и претила јој. У почетку када је Мари-Луиз пронађена мртва, претпоставља се да је самоубиство, али касније се сматра да би то могло бити убиство. Интервју са Сагом обављају Унутрашњи послови. Притисак мајчине истраге и њена туга када Ханс умре доводи до тога да Сага прави озбиљну грешку. Лин, која је заменила отетог Ханса, привремено суспендује Сагу и замењује је Расмусом. Жена по имену Жанет која је носила Фредијеву бебу је киднапована и откривена је жена по имену Аника. Фреди надмашује своје сигурносне детаље, одлази на осамљено место које је убица наложио и нађе се са Емилом Лашоном који објашњава да је спроводио правду према онима који су му нанели неправду током детињства. Фреди је био донатор сперме који се користио за његово зачеће. Одводи Фредија и бебу у Салтхолм где је припремио завршно уметничко дело. Сага и Хенрик прате траг и стижу на време да спасу животе све троје.
Шест година након што је нестала, откривено је тело Хенрикове супруге, али није било трага од њихове две ћерке; што доводи до тога да заврти у депресији и да се предозира лековима. Сага на време одлази до његове куће да га спаси. Убрзо након тога, Сага је обавештена да је заказано прелиминарно рочиште за њен случај и, упркос Линином уверењу да неће ићи даље од овога, брине се да ће због тога изгубити све. Хенрик, желећи да сам пронађе своје две нестале ћерке, даје отказ на послу и одлази да пронађе Сагу, намеравајући да је замоли да му се придружи. На крају је проналази на возним пругама где се њена сестра убила, изгледајући видно узнемирено. Схвативши да размишља да си одузме живот на шинама како се појављују светла воза који се приближава, Хенрик очајнички покушава да је одврати, инсистирајући да му је потребна њена стручност да би помогао да пронађе своје девојке. Када јој покуша прећи пругу, Сага му навуче пиштољ и нареди му да се држи уназад, пре него што наизглед закорачи на пут надолазећег воза. Међутим, када прође, Хенрик види да она то није прошла већ је пала на колена на мало удаљености и одлази да је теши док почиње да јеца. Серија се завршава тако што су Хенрик и Сага проучавали информације о случају нестанка Хенрикових ћерки.

### Сезона 4
Две године касније, након што је провела више од годину дана у затвору, Сага Норен је пуштена након поновљеног суђења које је утврдило да постоји основана сумња у њено убиство мајке. Хенрик Саброе истражује убиство генералне директорке имиграционе службе Маргарете Тормонд, која је каменована до смрти. Након ослобађања и задатка да помогне Хенрику у решавању случаја убиства, Сага се усељава код њега. Она започиње терапију након напада панике током вожње преко моста и Хенрик присуствује састанцима за зависнике. Тамо се спријатељи са човеком у инвалидским колицима по имену Кевин. Откривене су још две жртве и Сага схвата да је свака жртва убијена једним начином погубљења осуђених на смрт - што сугерише укупно седам жртава, а преостале су четири. Такође примећује да се жртве не бирају због њихових поступака већ због нечега што су учинили њихови најмилији.
Како се више људи убија, Хенрик схвата да су заједничка веза између жртава људи повезани са Томијем - гангстером и полицијским доушником којег је Хенрик некада знао. Томи је рекао Хенрику када и где ће његова банда извршити напад на другу банду, али тужилац је одбио да се јави по дојави. Рација је довела до крвопролића и бројних смртних случајева, што је резултирало смакнућем Томија као полицијског доушника, што је нехотице открио новинар чији је брат био једна од жртава. Умешаност Хенрика и Лилијан у тај случај чини њихове најмилије потенцијалним жртвама будућих убистава јер се сматра да су издали Томија. Кевин је откривен као Томијев син, чије је право име Бриан.
У међувремену Сага је затруднела и она размишља о абортусу, што узнемирава Хенрика. Пристаје да настави са трудноћом под условом да он задржи бебу и самостално га подиже. Касније Сага схвата да је заљубљена у Хенрика, па прекида трудноћу да би уклонила могућу препреку у вези са њим. Кад она каже Хенрику, он је бесан и избацује је из куће. Делујући у разговорима са својим терапеутом, Сага одлучује да се исправи и удвостручује напоре да пронађе Хенрикове ћерке. Случајан сусрет са Кристофер, чији је отац био малолетна фигура у истрази, омогућава јој да уђе у траг једној од Хенрикових ћерки Астрид, која живи као ћерка другог човека у затвореној заједници. Поновно уједињена са Хенриком, Астрид му каже да му је друга ћерка Ана умрла од нелеченог слепог црева.
Сага открива да је убица Томијева бивша љубавница, Сузан Винтер, лични асистент Тормондса. Винтер је ухапшен и пружа детаље о убиствима. Уз помоћ свог терапеута, Сага отпушта кривицу за самоубиство своје сестре. Њен терапеут сугерише да је Сага полицајац да се исправи за самоубиство своје сестре. Патолог, који се диви Саги, помаже да потврди да је њена мајка патила од психолошког проблема и да је вероватно проузроковала сестрину смрт. Решавајући своју кривицу, Сага открива да може истраживати живот ван полиције.
Међутим, када је позвана да разговара са бившим колегом затвореником, Сага сазнаје да Сузан Винтер није деловала сама. У међувремену, Хенрик покушава да обнови свој однос са Астрид. Брајан им неочекивано долази у посету једне вечери да прослави. Кад се Хенрик окрене, Брајан устане из инвалидских колица и нападне га. Повезује Хенрика и Астрид и тражи од Хенрика да гледа како пуца у Астрид. Хенрик одбија, па јој Бриан пуца у ногу и каже да ће је и даље осакаћивати док Хенрик не отвори очи. Чује се пуцањ и Хенрик види да је Сага убила Брајана.
Сага посети Хенрика и каже му да одлази да истражује радећи ствари које жели, али обећава да ће остати у контакту. Враћајући се у Малме, зауставља се на пола пута да баци своју полицијску значку у море. Зазвони јој телефон, а она одговара само својим именом, изостављајући свој бивши назив посла.

### Улоге
- Софија Хелин као Сага Норен, главни детектив за убиства у Малмеу
- Ким Боднија као Мартин Роде, главни детектив за убиства у Копенхагену
- Туре Линдхарт као Хенрик Саброе, главни детектив за убиства у Копенхагену
- Даг Малмберг као Ханс Петешон, полицијски комесар у Малмеу, касније ожењен са Лилијен
- Сара Боберг као Лилијен Лашен, полицијски комесар у Малмеу, касније удата за Петешона
- Рафаел Петешон као Џон Лундквист, ИТ стручњак у полицији Малмеа
- Лаш Симонсен као Џенс Хансен/Себастијан Сандстрод
- Пук Шарбо као Мет Роде, супруга Мартина Родеа
- Ана Петрен као Мари-Луиз Норен, Сагина мајка
- Габриел Флоре Хаир као патолог полиције Малмеа
- Хенрик Лундстрем као Расмус Лашон, млађи детектив полиције Малмеа
- Микаел Биркер као Јунас Мандруп, главни декетив за убиства у Копенхагену[11]

## Продукција
Две серије су почеле да се снимају у октобру 2012, а у Данској и Шведској почеле су да се емитују у недељу, 22. септембра 2013. (20.00 у Данској и 21.00 у Шведској).
У јануару 2014. Ханс Росенфелдт је писао трећу серију и задржао већину главних ликова. У јуну 2014. објављено је да се Ким Боднија, који глуми Мартина Родеа, неће појавити у трећој серији. Хелин и Боднија предложили су да би трећа серија укључивала Сагу како се сналази без њеног јединог пријатеља, и сугерисали су да би се Боднијин лик могао вратити негде у будућности. Ханс Росенфелт је потврдио да је Боднија напустио емисију јер Боднија није био срећан због начина на који се његов лик на екрану развија. Такође је изразио забринутост у вези са радом у Малмеу, због градских проблема са антисемитизмом, који су му олакшали одлуку да напусти серију. Снимање је почело током септембра 2014.
Скандинавско представљање треће серије било је 27. септембра 2015. Софија Хелин заслужна је сама у уводним насловима прве епизоде, а Туре Линдхарт је наведена поред ње. Имена су, заједно са шведским и данским насловима, била одвојена у три реда, што указује на трећу серију; били су одвојени једном линијом у првој, а две у другој серији.
Када је четврта серија почела да се емитује 1. јануара 2018. у нордијским земљама, Росенфелд је потврдио да ће ово бити последња серија; написан је тако да претходне редове прича доведе до задовољавајућег закључка.